# 2017 في الإكوادور
فيما يلي قوائم الأحداث التي وقعت خلال عام 2017 في الإكوادور.

## أحداث
- 1 يناير – فيضانات بيرو 2017

## رياضة
- 10 أكتوبر – تصفيات كأس العالم لكرة القدم 2018

## وفيات

### نوفمبر
- 18 نوفمبر – بانشو سيغورا (مواليد 1921) لاعب كرة مضرب أمريكي.